# بريدج كريك (ويسكونسن)
بريدج كريك (بالإنجليزية: Bridge Creek, Wisconsin)‏ هي بلدة تقع بولاية ويسكونسن في الولايات المتحدة. تبلغ مساحتها 270.1 (كم²)، وترتفع عن سطح البحر 305 م، بلغ عدد سكانها 1900 نسمة في عام 2010 حسب إحصاء مكتب تعداد الولايات المتحدة وتصل الكثافة السكانية فيها 7 نسمة/كم2.

## وصلات خارجية
- The US50 - Cities and Towns in Wisconsin State
- Wisconsin Cities and Towns, Facts, Map, Flag, Colleges, Government, and More